# カワサキ・1400GTR
1400GTR（せんよんひゃくジーティーアール）は、2008年に川崎重工業モーターサイクル&エンジンカンパニーが海外向けに発売したツアラータイプのオートバイである。Concours 14（コンコース14）、ZG1400という名で販売が行われている地域もある。

## 概要
1400GTRは、カワサキのフラッグシップツアラーである1000GTRの後継車種として、長距離を快適に、それでいてスポーツ性能を失わない、クロスコンチネンタルスーパースポーツというコンセプトの基に開発が行われた。

## 車両解説
本車はZZR1400から派生したツアラーモデルであり、ZZR1400とエンジン・車体両面において多くの共通点を持つ。
エンジンは当時のカワサキの市販車両で最も高い最高出力を発生するZZR1400のをベースに吸気側に可変バルブタイミング機構を追加、中低速寄りの出力特性としたもので、ラムエアシステム加給時の最大出力は160馬力に達する。
フレームはZZR1400と同様のモノコックフレームでツアラー向けにより大きなキャスター角、長いホイールベースとなっており、動力伝達はシャフトドライブでリヤサスペンションにはシャフトドライブ特有のリヤリフトを抑制するためカワサキ独自のテトラレバーリヤサスペンションが採用されている。
ブレーキは前後ディスクブレーキでフロントはZZR1400同様ラジアルマウントキャリパーのダブルディスク、ABSは標準装備である。
装備面では前傾の緩やかなアップハンドル、クッションの厚いシート、搭乗者に十分な風防性能が得られる大型の電動式スクリーン、リヤキャリア、パニアケース、キーを使わずエンジンを始動でき、パニアケースの施錠・解錠にも適用されるる電気式キー認証システムKIPASS（FOBキー）、タイヤの空気圧監視システムを採用するなどツーリングにおける利便性を高めたものとなっている。
2010年と2015年にマイナーチェンジが行われ、主に安全性や快適性を高める変更がされている。2010年のモデルチェンジではトラクションコントロールが装備されたが、これはカワサキの市販車両では初装備である。ZZR1400は2012年に排気量の拡大を含む大規模なモデルチェンジをしているが、本車にはこのフィードバックはなく、エンジンの排気量は据え置かれている。
2016年をもって生産終了となったが、2022年現在も北米カワサキの製品ラインナップには残っている。

## モデル一覧

### 2008年（ZG1400A8）
以下のカラーバリエーションで発売された。
- ██ニュートロンシルバー×フラットスーパーブラック
- ██メタリックディアブロブラック×フラットスーパーブラック

### 2009年（ZG1400A9）
カラーバリエーションが以下のように改められた。
- ██メタリックサファイアブルー×フラットスーパーブラック
- ██メタリックムーンダストグレー×フラットスーパーブラック

### 2010年（ZG1400CA）
モデルチェンジが行われ、リヤタイヤがグリップを失った際に燃料噴射量や空気流入量を調整しグリップを回復させるKTRCと呼ばれるトラクションコントロールシステムが搭載されるとともに、従来からのABSが前後連動式で、かつ前後の比率を調整可能なABS（K-ACT ABS）へと進化、後方視認性向上のためのバックミラーの設置位置の変更といった、安全性能に対する改良が行われたほか、グリップヒーター、スクリーンの延長による風防性能向上といった快適性能に対する改良も行われた。
カラーバリエーションが以下のように改められた。
- ██キャンディネプチューンブルー×フラットスーパーブラック
- ██メタリックマグネシウムグレー×フラットスーパーブラック

### 2011年（ZG1400CB）
カラーバリエーションが以下のように改められた。
- ██メタリックダークグリーン×フラットスーパーブラック
- ██エボニー×フラットスーパーブラック

### 2012年（ZG1400CC）
カラーバリエーションが以下のように改められた。
- ██メタリックサファイアブルー×フラットスーパーブラック
- ██キャンディアラビアンレッド×フラットスーパーブラック

### 2013年（ZG1400CD）
カラーバリエーションが以下のように改められた。
- ██パールメタリックグレー×フラットスーパーブラック
- ██メタリックスパークブラック×フラットスーパーブラック

### 2015年（ZG1400EF）
マイナーチェンジ。ギヤ比とECUセッティングが見直され、フロントスクリーンに走行中の負圧による巻き込み対策として空気取入口が追加された。

## 参考画像

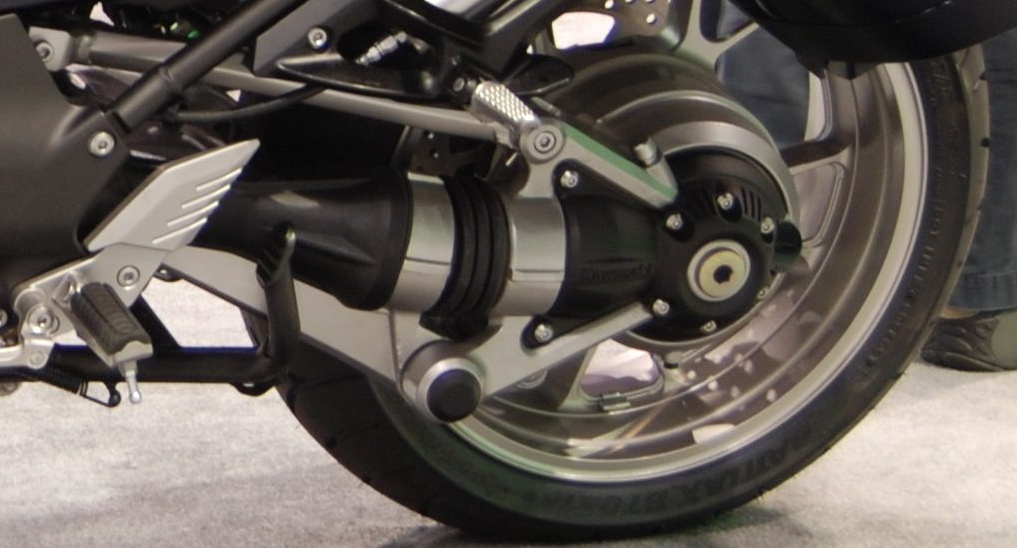
搭載されるシャフトドライブ （シャフトドライブ特有のリヤリフトを抑えるテトラレバーリヤサスペンション）